# 森田たま

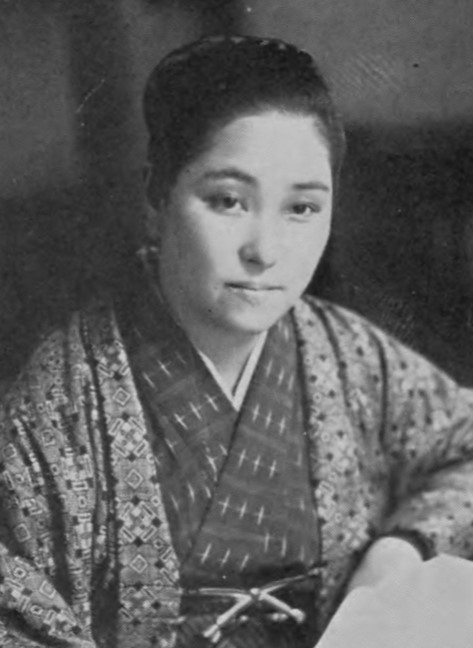
森田たま（1935年）

森田 たま（もりた たま、1894年12月19日 - 1970年10月30日）は、日本の小説家、随筆家、政治家｡ 元参議院議員（1期）。北海道出身者初の女性作家。位階は従四位。長女はデザイナーの森田麗子、息子に映画プロデューサー森田信。

## 略歴

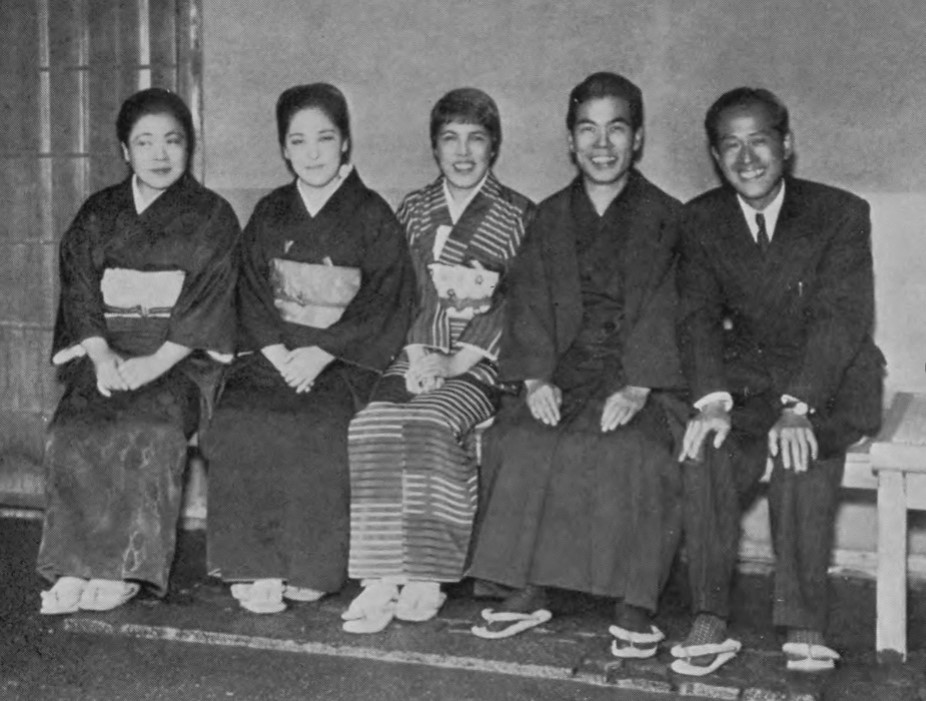
左から一人おいて、森田たま、吉屋信子、吉川英治、川口松太郎。1941年、鎌倉市にて。

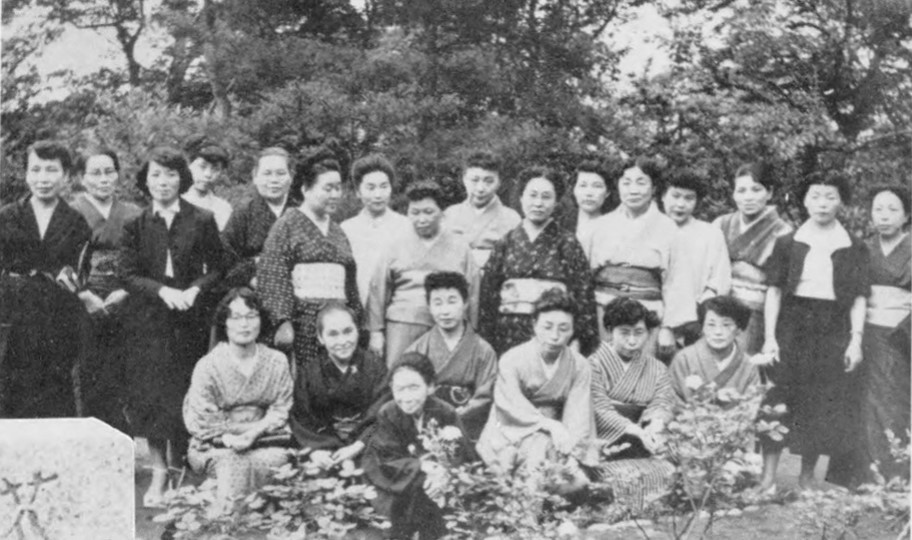
1954年、林芙美子の三回忌に集まった女性の文学者たち。
前列左から、小山いと子、森田たま、林芙美子の母、美川きよ、川上喜久子、円地文子、大田洋子。
後列左から、宇野千代、大谷藤子、三宅艶子、城夏子、壷井栄、平林たい子、由起しげ子、村岡花子、横山美智子、佐多稲子、芝木好子、板垣直子、大原富枝、阿部光子、峯雪栄、森三千代。

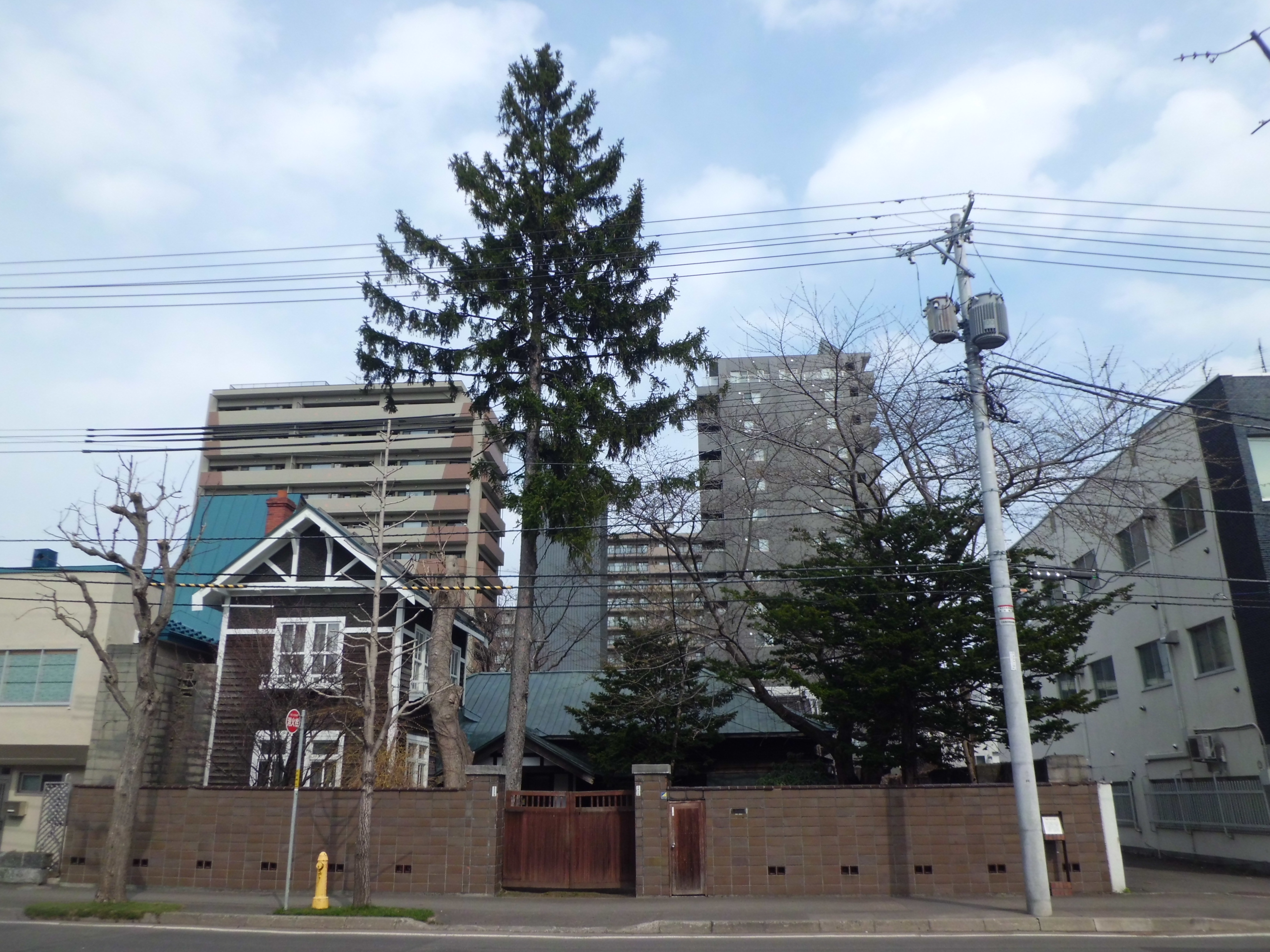
森田の生誕の地

- 1894年 - 札幌市に生まれる。本姓村岡。父は運送会社経営。
- 1909年 - 病気のため庁立札幌高等女学校（現北海道札幌北高等学校）中退。素木しづは小学校からの同期[1]。
- 1911年 - 「少女世界」への投書がきっかけで、編集長に勧められ上京、少女小説を発表しはじめる。文学を志すことを条件に養子縁組に承諾。
- 1913年 - 森田草平に師事。「片瀬まで」が小宮豊隆の推薦で「新世紀」に掲載される。東京に出ていた女学校時代の教頭に心理学を学ぶ。
- 1914年 - 茅ヶ崎で自殺未遂。
- 1916年 - 婿養子と別れ、慶應義塾塾生森田七郎と結婚。
- 1923年 - 関東大震災に遭い、夫の郷里大阪に移る。
- 1932年 - 随筆「着物・好色」が森田草平の推薦で嶋中雄作の目に止り、「中央公論」に掲載されて再デビュー。ふたたび上京。
- 1939年 - 中央公論社特派員として中国滞在。
- 1943年 - 海軍報道班員として東南アジア滞在。
- 1954年 - 国際ペン大会日本代表として欧州・エジプト歴訪。
- 1962年 - 第6回参議院議員通常選挙の全国区に自由民主党公認で立候補し初当選。国語問題小委員会委員長。
- 1966年 - ソ連・欧州歴訪、途中で仏上院議員に招待された訪仏議員団に合流。
- 1968年 - 参院選には立候補せず、任期満了により政界を引退。勲三等宝冠章。
- 1970年 - 尿毒症で死去。享年75。従四位。
- 1972年 - 森田たま記念パイオニア賞が創設される。第一回受賞は今井通子。

## 作品
- もめん随筆（正1936年、続1937年）のち新潮文庫、中公文庫
- 貞女（随筆、中央公論社、1937年）
- 随筆きぬた（中央公論社、1938年）
- 随筆竹（中央公論社、1939年）
- 鉛の兵隊（童話、中央公論社、1939年）
- 桃李の径（少女小説集、実業之日本社、1939年）
- 花菖蒲（短篇集、竹村書房、1939年）
- 石狩少女（長篇小説、実業之日本社、1940年）
- 随筆歳時記（中央公論社、1940年）
- 楊柳歌（詩集、甲鳥書林、1941年）
- 招かれぬ客（実業之日本社、1941年）
- 双蝶（有光社、1941年）
- 少女小説　踊り子（実業之日本社、1942年）
- 秋茄子（実業之日本社、1942年）
- 私のアンデルセン（中央公論社、1942年）
- 針線余事（中央公論社、1942年）
- はるなつあきふゆ（錦城出版社、1943年）
- ホテルの人々（東寶書店、1943年）
- 婦女讀本（生活社、1943年）
- 随筆ゆく道（共立書房、1946年）
- 幸福の銀貨（国立書院、1947年）
- 菜園随筆（大地書房、1947年）
- 紅梅少女（湘南書房、1948年）
- 今昔（暮しの手帖社、1951年／2005年復刊）
- 踊り子草（ポプラ社、1953年）
- きもの随筆（文芸春秋新社、1954年）
- 雲の上の散歩（ひまわり社、1955年）
- ヨーロッパ随筆（寶文館、1955年）
- ふるさと随筆（寶文館、1955年）
- 苔桃（東方新書、1955年）
- 随筆ふるさとの味（講談社、1956年）
- 新粧（小説、講談社ロマンブックス、1956年）
- ゆき（美和書院、1956年）
- 柳の芽（美和書院、1956年）
- きものおぼえ書（講談社、1957年）
- 押絵の女（東方社、1958年）
- 第三の火（小説、講談社ロマンブックス、1958年）
- 待つ（文藝春秋新社、1959年）
- 絹の随筆（講談社、1961年）
- きもの草子（牧羊社、1961年）
- をんな随筆（講談社、1962年）
- としまあず（小説、講談社ロマンブックス、1962年）
- ぎゐん随筆（講談社、1964年）
- 随筆をんなの旅（鹿島研究所出版会、1967年）
- きもの歳時記（読売新聞社、1969年）
- 森田たま随筆全集全3巻（講談社、1972年）
- 森田たま随筆珠玉選1‐3（ぺりかん社、1982年）

## 関連書籍
- 『わたしの森田たま』東京文化センター。
- 岩下保『在りし日の森田たまさんと国語の諸問題』八峯叢書。
- 『森田たまと素木しづ──しなやかに煌めく感性のかたち』北海道立文学館。